# Кандеаска (Калараш)
Кандеаска (рум. Cândeasca) насеље је у Румунији у округу Калараш у општини Белчугателе. Oпштина се налази на надморској висини од 68 m.

## Становништво
Према подацима из 2002. године у насељу је живело 398 становника, од којих су сви румунске националности.